# Les Miens
Les Miens è un film del 2022 diretto da Roschdy Zem.
È stato presentato in concorso alla 79ª Mostra internazionale d'arte cinematografica di Venezia.

## Promozione
Il primo trailer del film è stato pubblicato il 31 agosto 2022.

## Riconoscimenti
- 2022 - Mostra internazionale d'arte cinematografica di Venezia
  - In concorso per il Leone d'oro al miglior film